# Frichs
Frichs est une entreprise danoise située à Horsens, qui produit des moteurs de navires.
Fondée en 1854 à Aarhus, elle produisait une importante gamme d'équipements agricoles et industriels, des navires, des cloches d'église, des grues et plus tard au XXe siècle, du matériel roulant ferroviaire, locomotives à vapeur, puis diesel, et voitures. Du début à la moitié du XXe siècle, c'est une grande entreprise et un employeur important d'Aarhus  avec un maximum de 1 000 salariés. Elle devient le seul fournisseur danois de locomotives pour les Chemins de fer d'État danois de 1919 au milieu des années 1950 et a vendu des locomotives à l'export, notamment en Europe mais aussi à Siam et en Nouvelle-Zélande. En 1980, l'entreprise est vendue puis restructurée elle est déplacée de Aarhus à Horsens.

## Histoire
L'entreprise Frichs est fondée par Søren Frich (en) en 1854 à Aarhus. Nommée Frich Jernstøberi og Maskinfabrik elle s'est concentré principalement sur les équipements agricoles et les produits en fonte, tels que les fours, et poutres en acier. En 1855, Frichs se spécialise dans les pièces pour l'industrie de l'eau et des moulins à vent et produit également sa première machine à vapeur. La production est variée et l'entreprise devient le principal fournisseur de la Brasserie Ceres (en) lors de sa création en 1856. En 1885, Søren Frich vend l'entreprise à son neveu et prend sa retraite,.

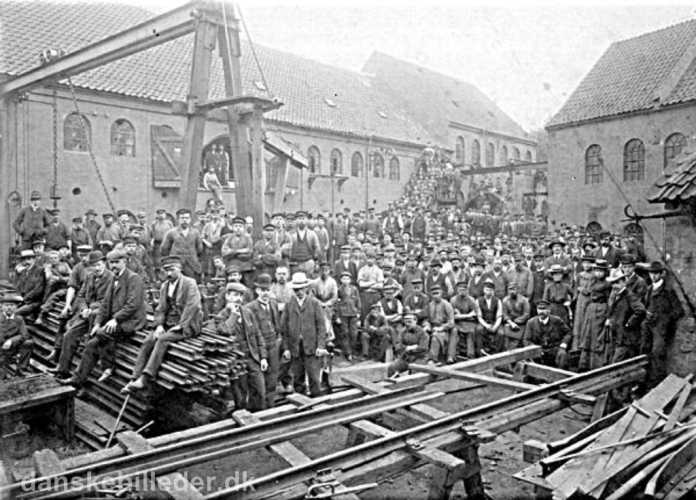
Site de l'entreprise en 1904.

À la fin du XIXe siècle, l'entreprise s'est progressivement recentrée sur la production de machines et la fonderie a perdu de son importance. Au début du XXe siècle, au Danemark, le transport ferroviaire s'intensifie et on assiste à une expansion du réseau ferroviaire, le matériel roulant, locomotives, voitures et wagons, est principalement achetés en Allemagne ou en Angleterre. Il devient prioritaire pour le gouvernement d'établir une production nationale pour assurer la sécurité de l'approvisionnement à une époque politiquement incertaine. La Première Guerre mondiale et les événements qui y ont conduit ont retardé le processus, mais en 1919, Frichs est sélectionnée pour conclure un contrat de cinq ans avec les Chemins de fer d'État danois (DSB) en tant que producteur national exclusif de locomotives concédé sous licence à la société allemande Borsig,.

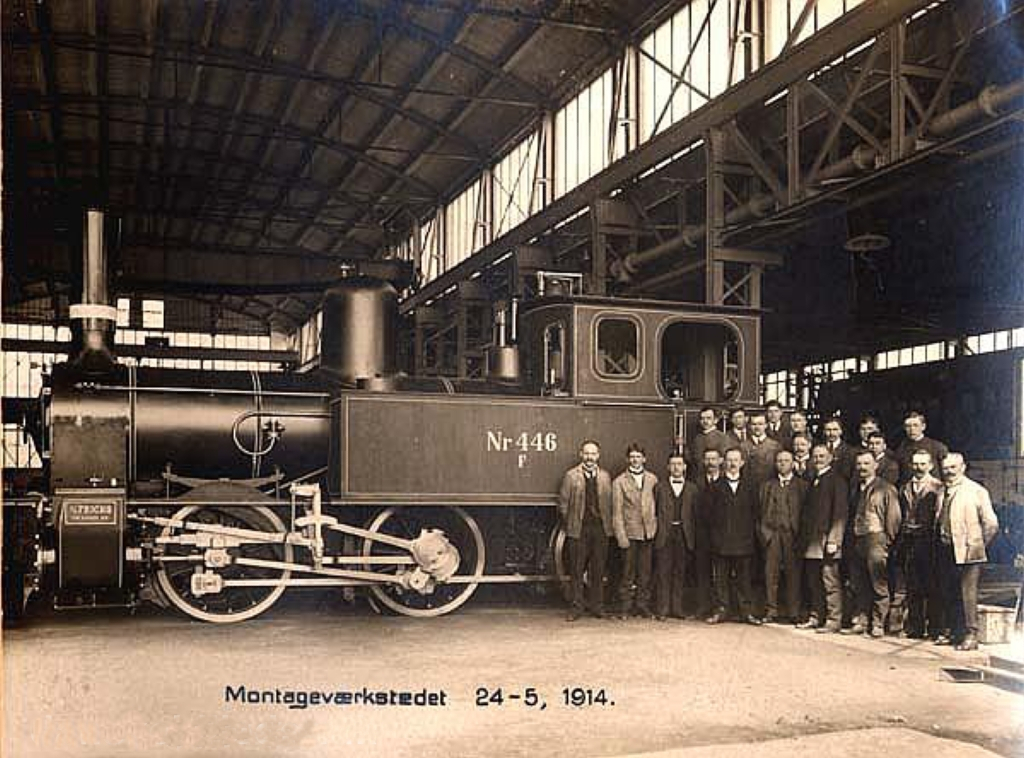
Entreprise et locomotive Frichs en 1914.

Du début du XXe siècle aux années 1950, Frichs produit une importante gamme de locomotives à vapeur, ce secteur devenant le principal flux de revenus de l'entreprise. En 1930, Frichs vend douze locomotives au Siam (Thaïlande), ce qui est utilisé comme tremplin vers les marchés internationaux, principalement en Europe. Au cours des décennies suivantes, des locomotives sont exportées en : France, Suède, Pays-Bas, Belgique, Espagne, Finlande, Estonie et Nouvelle-Zélande.
En 1954, DSB décide de passer aux locomotives Diesel et mettent en service la DSB Class MY (en). La production des unités devient une affaire politique entre le gouvernement, les syndicats et l'industrie car il est débattu si Frichs a les compétences techniques et le savoir-faire pour produire ce matériel diesel. Dans un compromis, DSB commande deux locomotives diesel à Frichs et Burmeister & Wain comme test à livrer en 1955. Néanmoins DSB achète, quelques mois plus tard, vingt locomotives diésel au suédois Nohab. Les locomotives Frichs DSB Class MY 1201-1202 (en) ont pris un important retard et Frichs a ensuite été lié à Nohab en tant que fournisseur.
Les années suivantes ont été principalement axées sur le maintien du stock ferroviaire existant et la production d'équipements industriels, mais la production a progressivement faibli dans les années 1970 et en 1980, la société est vendue à Kosan puis restructurée avec déplacement de son site de production à Horsens. En 1986, le site de production d'Åbyhøj, à Aarhus, est réutilisé comme un parc d'activités connu sous le nom de Frichsparken, détenu et administré par l'entreprise de construction Byggeselskab Olav de Linde.

## Locomotives
- DSB Class MH (en)
- DSB Class MT (en)
- DSB Class MY (en)
- DSB Class MZ (en)
- DSB class D (en)
- DSB Class MY 1201-1202 (en)
- VR Class Tk3 (en)